# 肯德拉·桑德蘭
肯德拉·桑德蘭（英語：Kendra Sunderland，1995年6月16日—） ，是一名美国色情女演員及成人模特兒。曾是2015年5月《閣樓》雜誌的閣樓寵物。2015年，一段在奧瑞岡州立大學學生圖書館進行業餘表演的網路視訊影片在網路上瘋傳後，她因此被稱為“圖書館女郎”。2020年，她與色情片製作公司「Brazzers」簽約成為專屬女星。

## 早年生活
桑德蘭於1995年6月16日出生於美國奧勒岡州撒冷。2013年她自西撒冷高中畢業 ，那年的新學期她進入奧瑞岡州立大學，就讀商業和經濟學位。在大學初期她剛始在科瓦利斯擔任服務生和視訊模特兒來支付學費。她計劃成為一名顧問或會計師，但最終對傳統的辦公室工作失去了興趣。大學期間，她在萊巴嫩的一家餐館工作
。

## 演藝生涯
2014年10月，桑德蘭在視訊網站註冊了一個帳號，靠著視訊模特兒的工作每天賺數百美元。一位使用者建議她在公共場所表演以賺取更多收入，並使用奧瑞岡州立大學圖書館設施，在那裡她露出了她的乳房並自慰，而為時不到兩小時的表演就為她帶來將近30萬人次的觀看人數以及700美元的收入。2015年1月，一個匿名的帳號將這段影片錄下來並上傳到色情影片網站「Pornhub」，隨後在那裡瘋傳，（由於瘋傳的情況，她沒想到在她的色情生涯中使用她的真名）她也因此在當地聲名大噪。學校後來將她開除並禁止她進入校園，視訊網站也禁止了她。警察之後開始追蹤這段影片，並在2015年1月27日將她以公共猥褻逮捕。之後面臨公共猥褻的刑事控告和超過6,000美元的罰款，她對這些指控認罪並支付了1,000美元的罰款。在強烈反對下，她的父母也在經濟上與她斷絕了關係。這件事所造成的網路爆紅現象進而開啟了她進入色情產業的大門。後來她搬到加州洛杉磯，開始從事色情行業。
2015年2月，《花花公子》雜誌和《閣樓》雜誌與她聯繫並拍攝一些裸體寫真。她也獲選2015年5月的閣樓寵物。之後她正式以色情演員的身分在色情片導演葛瑞格·蘭斯基的公司「Vixen」和「Blacked」出道。
2017年，桑德蘭第一次入圍《AVN獎》就與麥克·布魯以作品《Natural Beauties》共同獲獎。同一部作品也被《XBIZ獎》提名。
在2018年的首屆Pornhub獎頒獎典禮上，她憑藉《Nicest Tits》獲得了粉絲獎 ，饒舌歌手肯伊·威斯特為此製作了運動衫商品 。

## 獎項和提名
| 年分 | 獎項   | 項目                        | 作品                 | 結果 |
| ---- | ------ | --------------------------- | -------------------- | ---- |
| 2017 | AVN獎  | 最佳男/女性愛場景           | Natural Beauties     | 獲獎 |
| 2017 | XBIZ獎 | 全電影最佳性愛場景          | Natural Beauties     | 提名 |
| 2017 | XBIZ獎 | 年度色情網站明星            | 不適用               | 提名 |
| 2018 | AVN獎  | 最佳男/女性愛場景           | Kendra's Obsession   | 提名 |
| 2018 | AVN獎  | 最佳女同性戀性愛場景        | Unexpected Feelings  | 提名 |
| 2018 | AVN獎  | 最佳三人性愛場景 - 男/女/男 | Kendra's Obsession   | 獲獎 |
| 2018 | AVN獎  | 粉絲獎：最喜愛色情女演員    | 不適用               | 提名 |
| 2018 | XBIZ獎 | 最佳新人                    | 不適用               | 提名 |
| 2019 | AVN獎  | 最佳群交場景                | Interracial Icon 9   | 提名 |
| 2019 | XRCO獎 | 高潮口述者                  | 不適用               | 提名 |
| 2020 | AVN獎  | 最佳外國男/女性愛場景       | Cheating On Vacation | 提名 |
| 2020 | AVN獎  | 最佳三人性愛場景 - 男/男/女 | Blacked Raw V13      | 提名 |
| 2020 | AVN獎  | 粉絲獎：社群媒體之星        | 不適用               | 提名 |
| 2020 | XBIZ獎 | 最佳性愛場景 - 小插圖       | 不適用               | 提名 |